# San Francisco del Chañar
San Francisco del Chañar è una città dell'Argentina, capoluogo del dipartimento di Sobremonte, nella provincia di Córdoba.